# Dinamia
Dinamia, reina del Bósforo, fue hija de Farnaces II del Ponto y nieta de Mitrídates VI. Estuvo casada, primero, con el estratega Asandro, sucesor de su padre desde 44-17 a. C., después con el usurpador Escribonio en 16 a. C. y finalmente con el rey Polemón I.
De su primera unión nacería Tiberio Julio Aspurgo (8-37), fundador de la dinastía que reinaría sobre un Reino del Bósforo vasallo de Roma hasta el siglo IV.

## Biografía
La primera referencia de Dinamia en la historia es de Apiano explica que Farnaces II organizó el destino de su hija Dinamia. Al cumplir ésta los 15 años, le ofreció su mano al mismo César que en aquel entonces estaba en el Bósforo. Como es sabido, el dictador romano la denegó y, entretanto, la misma Dinamia, como subraya Apiano, pronto aprendió toda la inmoralidad de la política que llevaba a cabo su padre junto a toda su corte.
Su padre Farnaces murió tras ser derrotado por César, intentando recuperar el poder del Reino del Bósforo. Dinamia le sucedió casándose con Asandro. Pero su poder no fue reconocido por César quien nombre en su lugar a Mitrídates I del Bósforo, que reinó desde el (46 al 30 a. C.).
Tras la muerte de César y durante los siguientes años marcados por la inestabilidad política en Roma, Dinamia y Asandro motivaron una guerra independentista contra Roma y su rey títere. Es destacable las actuaciones propagandísticas de Dinamia que hizo todo lo posible para demostrar su desdén hacia los romanos. En su afán por mantener las tradiciones iranias que establecían cierta providencia divina a los reyes, junto con la costumbre griega de rendir culto a los héroes, creó una imagen de su familia afirmando que les apoyaba la misma Diosa Suprema, que junto a su esposo divino protegía todo el Universo y consecuentemente a sus súbditos más fieles, abnegados e intrépidos.
Con la estabilización política de Roma tras la derrota de Marco Antonio por Augusto, Dinamia fue considerada amiga de Roma. Incluso se le permitió seguir acuñando moneda de oro propia. Entre su legado queda constancia de que Dinamia mandó construir estatuas de mármol en su honor en todas las polis griegas del Bósforo Cimerio, cuyo mármol era importado del Mar Egeo.

Dinamia: hija del Gran Farnaces, nieta del Rey de los Reyes Mitridates VI Eupator, Salvadora y Benefactora de los griegos pónticos,amiga de los romanos.
Inscripción hallada en dichas estatuas

Tras la muerte de su esposo Asandro, Dinamia se casó con un usurpador llamado Escribonio. Agripa reaccionó encargando a Polemón I restaurar la situación. El usurpador Escribonio, fue asesinado por los habitantes del Reino del Bósforo, antes de la llegada de Polemón, que se autoproclamó rey, eliminando a los que se le oponían, y casándose con Dinamia en el 16 a. C.. Agripa le confirmó en el trono y después el propio Augusto. Dinamia quien no aceptó gustosamente el matrimonio organizó un ejército compuesto principalmente por sármatas para derrocar y matar a su esposo. Fracaso en su intento, exiliándose al Cáucaso en el 14 a. C., compartiendo el poder real con su hijo adolescente. Tras la muerte de Polemón en el 8 a. C. le sucedió  Aspurgus, el hijo de Dinamia y Asandro, que tomó por nombre Tibero Julio Aspurgo como representación y en honor de la amistad que mantenía con Roma y sus emperadores.